# Јауци са Змијања (књига)
Јауци са Змијања је збирка приповедака Петра Кочића издата 1910. године у Загребу. Наслов збирке односи се на Змијање, ужу област Босанске Крајине, ауторовом месту рођења. Збирка је важна за културу и историју Босне и Херцеговине, јер осликава ситуацију и живот Змијањаца и Крајишника.
Јауци са Змијања су четврта Кочићева збирка приповедака. Књижевно дело је посвећено пишчевом пријатељу Павлу Лагарићу. Пре ове, објавио је 1902. у Карловцима, 1904. у Загребу и 1905. године у Београду три збирке приповедака под истим насловом С планине и испод планине. У свим његовим делима присутан је његов однос према Босанској Крајини. Овим збиркама приповедака Кочић је привукао пажњу на себе, док су његове прве приповетке остале неприметне међу другим објављеним творевинама у мањим часописима.
По овој збирци приповедака 1974. године је снимљен југословенски филм истоимени филм.